# Dikmen (Sinop)
Dikmen ist eine Stadt und Hauptort des gleichnamigen Landkreises (İlçe) in der türkischen Provinz Sinop. Der Ort liegt etwa 45 Kilometer  (oder 73 Straßenkilometer) südlich der Provinzhauptstadt Sinop. Die im Stadtlogo manifestierte Jahreszahl (1990) dürfte ein Hinweis auf das Jahr der Erhebung zur Stadtgemeinde (Belediye) sein.

## Geografie
Der Landkreis liegt im Osten der Provinz am Schwarzen Meer. Er grenzt im Osten an die Provinz Samsun, im Süden an den Kreis Durağan, im Westen auf einer kurzen Strecke an den Kreis Boyabat, im Nordwesten an den Kreis Gerze. Im Norden bildet das Schwarze Meer die natürliche Grenze.
Am Meer entlang durchquert die Fernstraße D010 den Kreis, die von Karasu im Westen bis zur georgischen Grenze im Osten dem Verlauf der Schwarzmeerküste folgt. Eine Landstraße verbindet die Kreisstadt mit Durağan im Süden. Von Südosten nach Norden fließt der Kanlıçay durch die Stadt sowie den Landkreis und mündet beim Dorf Kerim ins Meer. Etwas südlich der Kreisstadt fließt ihm von Südwesten der Serbest Çayı zu. Der Kreis liegt am nördlichen Hang des Gebirges Küre Dağları. Im Südosten liegt der 1377 Meter hohe Kıran Tepesi.

## Verwaltung
Der Kreis wurde 1990 vom südlichen Teil des Kreises Gerze abgespalten (Gesetz Nr. 3644). Er war bis dahin ein eigener Bucak dort, hinzukamen noch die Gemeinde Hacıselli vom zentralen Bucak (Merkez Bucağı). Der neue Kreis hatte zur ersten Volkszählung (am 21. Oktober 1990) nach der Neubildung eine Einwohnerzahl von 14.872  (in den 26 Dörfern und der 2412 Einwohner zählenden Kreisstadt).
Ende 2020 bestand der Landkreis Dikmen neben der Kreisstadt aus 28 Dörfern (Köy) mit durchschnittlich 128 Bewohnern. Elf dieser Dörfer hatten mehr Einwohner als der Durchschnitt. Die Bevölkerungsdichte war mit 11,8 Einw. je km² die niedrigste aller neuen Kreise der Provinz.